# Naevochromis
Genre
Naevochromis est un genre de poissons endémique de l'Afrique et du lac Malawi appartenant à la famille des Cichlidae. Ce genre est monotypique, c'est-à-dire qu'il ne comporte qu'une seule espèce. 

## Liste d'espèces
Selon ITIS et FishBase :
- Naevochromis chrysogaster